# Geografia do Nepal

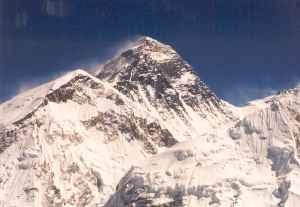
O Monte Everest é o ponto mais conhecido e representativo do Nepal.

O Nepal pode ser dividido em três regiões geográficas distintas: o Terai ao sul, com altitudes entre 400 e 1000 metros, geográfica e culturalmente semelhante à Índia; a região dos Vales, com altitudes entre 1.000 e 2.000 metros, onde está a capital Katmandu e Pokara; e a região do Himalaia, com altitudes superiores a 2.000 metros. Algumas fontes ainda incluem duas novas regiões, a montanha média, uma zona central de colinas superficiais e a montanha alta, uma zona montanhosa acidentada.
Nesta região há 14 altas montanhas entre elas as oito maiores do mundo. Destaque para o Monte Everest com 8.849 metros, a mais alta montanha da Terra.